# Districtul Freyung-Grafenau
Districtul Freyung-Grafenau este un district rural (germană: Landkreis) din regiunea administrativă Bavaria Inferioară, landul Bavaria, Germania.

## Orașe și comune
| orașe 1. Freyung (7.235) 2. Grafenau (8.985) 3. Waldkirchen (10.603) comune (târg) 1. Perlesreut (2.976) 2. Röhrnbach (4.611) 3. Schönberg (3.920) | comune 1. Eppenschlag (980) 2. Fürsteneck (999) 3. Grainet (2.429) 4. Haidmühle (1.506) 5. Hinterschmiding (2.552) 6. Hohenau (3.497) 7. Innernzell (1.677) 8. Jandelsbrunn (3.432) 9. Mauth (2.529) 10. Neureichenau (4.460) 11. Neuschönau (2.361) 12. Philippsreut (757) 13. Ringelai (2.140) 14. Saldenburg (1.988) 15. Sankt Oswald-Riedlhütte (3.161) 16. Schöfweg (1.311) 17. Spiegelau (4.112) 18. Thurmansbang (2.448) 19. Zenting (1.162) |